# Xi2 Canis Majoris
Xi2 Canis Majoris (ξ2 Canis Majoris, förkortat Xi2 CMa, ξ2 CMa) som är stjärnans Bayerbeteckning, är en astrometrisk dubbelstjärna belägen i den mellersta delen av stjärnbilden Stora hunden. Den har en kombinerad skenbar magnitud på 4,54 och är synlig för blotta ögat där ljusföroreningar ej förekommer. Baserat på parallaxmätning inom Hipparcosuppdraget på ca 7,4 mas, beräknas den befinna sig på ett avstånd av ca 440 ljusår (ca 140 parsek) från solen.

## Egenskaper
Xi2 Canis Majoris A är enligt Buscombe (1962) en vit stjärna i huvudserien av spektralklass A0 V, men Houk och Smith-Moore (1978) listar den med spektralklass A0 III, som anger att den är en mer utvecklad jättestjärna. Den har en radie som är ca 2,7 gånger större än solens och utsänder från dess fotosfär ca 224 gånger mera energi än solen vid en effektiv temperatur på ca 8 800 K.
Den binära karaktären hos konstellationen bestämdes baserat på observerade förändringar i den synliga komponentens egenrörelse. Denna har en snabb rotation med en projicerad rotationshastighet på 145 km/s.